# NBM Publishing
NBM Publishing (pour Nantier Beall Minoustchine Publishing Inc.) est un éditeur américain de roman graphique. L'entreprise s'est spécialisée dans le comics sans super-héros et a traduit et publié plus de 150 romans graphiques européens ou canadiens ainsi que plusieurs œuvres d'artistes américains. NBM publie des ouvrages pour tous les âges mais publie aussi des ouvrages érotiques dans ses collections Eurotica et Amerotica.

## Historique
En 1976, Terry Nantier fonde NBM (avec Neal et Minoustchine). Terry a passé une partie de sa jeunesse à Paris où il fut sensibilisé à la B.D européenne. L'éditeur fut le premier à introduire le concept de graphic novel sur le marché américain. Il publie une traduction de Racket Rumba, un album de l'artiste français Loro parmi ses premières parutions. Cela est suivi de L'appel des étoiles de Enki Bilal. 
En 1980, NBM rencontre le succès en éditant Le Mercenaire de Vicente Segrelles et Corto Maltese de Hugo Pratt. NBM devient aussi connu pour ses rééditions de classiques du comic strip : Terry et les Pirates de Milton Caniff,  les strips de Tarzan  de Hal Foster et Burne Hogarth, Wash Tubbs de Roy Crane. 
En 1991, NBM crée sa collection de comics érotiques Eurotica qui est suivie en 1995 de Amerotica.

## Publications
- Attitude: The New Subversive Cartoonists de Ted Rall ;
- Les Aventures extraordinaires d'Adèle Blanc-Sec entre 1990 et 1992 ;
- Boneyard (en) de Richard Moore (en) ;
- Bayba de Roberto Baldazzini ;
- Le Déclic et d'autres œuvres de Milo Manara ;
- Corto Maltese  de Hugo Pratt ;
- Cryptozoo Crew ;
- Donjon de Trondheim et Sfar ;
- Fantastic Art de Luis Royo ;
- La Guerre éternelle par Joe Haldeman et Marvano ;
- Lone Sloane de Philippe Druillet ;
- Sizzle un comics érotique ;
- Skin Tight Orbit, 
  - Volume 1 un comics de science fistion érotique de Elaine Lee,  Michael Kaluta, entre autres ;
  - Volume 2 Ray Lago, Jim Sherman,  entre autres ;
- The Story of Lee un  manga de Sean Michael Wilson et Chie Kutsuwada ;
- A Treasury of Victorian Murder de Rick Geary ;
- Sillage :
- Rohan au Louvre de Hirohiko Araki.